# Храпливая, Анна
Анна Храпливая-Смит (1920—2005) — участница Второй мировой войны, активистка Союза украинских канадских воинов (СУКВ). Была одной из первых украинок, которые пошли добровольцами в Канадский женский армейский корпус. Несла службу в Великобритании — с ноября 1942 года, и в британской зоне оккупации Германии. Отмечена медалью Британской империи, получила звание подхорунжего.

## Биография

### Ранние годы
Анна Храпливая родилась в 1920 году в Ледивуде, провинция Манитоба, Канада. Проживала в городе Виннипег. Она окончила Университет Манитобы по специальности домашняя экономика, а после изучения бухгалтерского дела работала бухгалтером. Чуть позже это определило её роль в украинских организациях на Британских островах.

### Вторая мировая война
В сентябре 1941 года Анна стала одной из первых украинок диаспоры, которая вызвалась на службу в Канадский женский армейский корпус. В ноябре 1942 года Анна Храпливая вместе с первым контингентом Корпуса прибыла для прохождения службы в Великобританию. В это время английские города страдали от немецких авианалётов. Британия накапливала силы для открытия Второго фронта.
За преданную службу в Корпусе в июне 1944 года капрала Храпливую отметили медалью Британской империи. Она стала первой украинкой, которая заслужила эту высокую награду. Вручение медали происходило в Букингемском дворце, куда Анна прибыла в сопровождении православного капеллана для воинов-украинцев канадской армии капитана Семёна Савчука. В августе того же года Храпливую повысили до ранга лейтенанта.
В июле 1945 года, уже после разгрома Германии, Анну отправили на континент для подготовки прибытия частей Корпуса в британскую оккупационную зону. Храпливая служила в Германии в начале 1946 года. В августе 1946 года её корпус был расформирован.

### Послевоенные годы и волонтёрская деятельность
Еще находясь в Германии, представители СУКВ стали свидетелями ситуации, когда в отрыве от собственных домов находилось около двух миллионов украинцев: остарбайтеров, узников нацистских концлагерей, беженцев и солдат в немецкой униформе. После завершения массовой, зачастую принудительной, репатриации в СССР в Западной Европе осталось ещё 220—250 тыс. украинцев, которые категорически не хотели вернуться в СССР или в другие страны Восточной Европы, подконтрольные Красной армии. Гражданские находились в лагерях перемещённых лиц. Военные, прежде всего бывшие бойцы дивизии СС «Галичина», — в лагерях военнопленных. Кроме множества проблем социального характера, над этими людьми также нависла угроза их насильственной выдачи Советскому Союзу. Следовательно, активисты СУКВ выбрали для себя новую миссию — помогать перемещённым лицам и пленным.
После демобилизации в Канаде Анна вернулась в Европу в составе группы активистов под эгидой Конгресса украинцев Канады. Она в очередной раз попала в Лондон и 9 февраля 1946 года её включили в Центральное украинское бюро помощи — опять как казначея организации. Бюро, основанное ведущими деятелями СУКВ, работало уже с сентября 1945 года. Поскольку деятели Бюро в большинстве принадлежали к канадским или американским вооружённым силам, они имели относительно свободный доступ к лагерям перемещённых лиц. Бюро предоставляло беженцам собранную среди диаспоры материальную помощь, боролось против их принудительной репатриации в СССР, выступало за предоставление украинцам разрешения на переезд в другие страны Запада на постоянное место жительства.
В октябре 1946 года Храпливая в составе Канадской благотворительной миссии для украинцев-беженцев прибыла во Франкфурт-на-Майне. Она координировала работу Бюро в американской и французской оккупационных зонах. После плодотворного труда на континенте 11 сентября 1947 года она ненадолго вернулась в Канаду. В течение 1948 года формат Бюро себя исчерпал. Репутация Бюро пострадала от внутренней борьбы в нём бандеровцев и мельниковцев; как следствие, организации постоянно не хватало средств для своей деятельности. 11 декабря Храпливая, как председатель ликвидационной комиссии (куда входили также Богдан Панчук и потомок гетмана Даниил Скоропадский), официально закрыла Бюро.
Тем не менее волонтёрская деятельность Анны на этом не прекратилась. Ещё в декабре 1947 года она согласилась работать в представительстве Украинского канадского фонда помощи в Европе. В тот самый день, когда ликвидационная комиссия распустила Бюро, Храпливая взяла на себя роль директора Фонда. В апреле 1949 года формальным директором европейского представительства Фонда стал Евстахий Василишин, ветеран Первой мировой и УСС, деятель ОУН(м), и Анна продолжила активную работу под его руководством. В британской зоне оккупации Германии представительство действовало сначала в городе Лемго, а позже в Билефельде. В сентябре 1950 года Василишин вернулся в Канаду, и Храпливая снова стала руководить представительством самостоятельно. Она покинула Германию 21 декабря 1951 года. Некоторое время Анна работала в канадском дипломатическом представительстве в Великобритании (Канадский дом).
Выйдя замуж за Джорджа Смита, она взяла себе фамилию мужа. После возвращения в Канаду Анна Смит была активным членом Королевского канадского легиона (общества канадских военнослужащих и ветеранов). Много лет она работала на общественных началах в Музее человека и природы Манитобы (Виннипег).
В 1995 году умер её муж Джон Смит. Сама Анна Храпливая-Смит скончалась 18 февраля 2005 года в Виннипеге.